# Anthony de Mello
(Anthony De Mello, da Istruzioni di volo per aquile e polli, pag. 7, Piemme, 1996)
Padre Anthony de Mello, S.I. (Bombay, 4 settembre 1931 – New York, 2 giugno 1987), è stato un gesuita, scrittore e psicoterapeuta indiano.

## Biografia
Padre de Mello nacque a Santa Cruz, un sobborgo di Mumbai in India. Entrò a far parte della Compagnia di Gesù nel 1947, all'età di sedici anni non ancora compiuti. Venne in seguito trasferito, e da allora viaggiò in parecchi paesi per studiare e più tardi per insegnare, principalmente in Spagna e negli Stati Uniti, dove diventò uno psicoterapeuta. Ben presto divenne famoso per i suoi libri sulla spiritualità, che coniugavano la religiosità cristiana e orientale con i suoi studi di psicologia.
Tornato in India, cominciò a organizzare numerosi ritiri spirituali, ed era in genere considerato un oratore pubblico di qualità.  De Mello ha fondato anche un centro di preghiera in India, chiamato «Sadhana».

Morì improvvisamente nel 1987 per un attacco cardiaco.  I suoi lavori sono ancora ristampati, e scritti inediti sono stati pubblicati dopo la sua morte.

## Il messaggio spirituale di Padre de Mello
Dai suoi libri, caratterizzati da un modo immediato e spesso umoristico di attingere ai grandi contenuti della religione cristiana e delle tradizioni orientali, traspare il messaggio spirituale di Padre de Mello; di seguito alcuni suoi aforismi:
(De Mello, Messaggio per un'aquila che si crede un pollo, tratto da Il mondo non ha niente che non va, pag. 96, Piemme, 1995)
(De Mello, Istruzioni di volo per aquile e polli, tratto da  Spezzare le catene, pag. 93, Piemme, 1996)
(De Mello, Messaggio per un'aquila che si crede un pollo, tratto da Essere concreti, pag. 132, Piemme, 1995)
(De Mello, da Raccolta aforismi e citazioni, a cura di C. Campanelli, n. 69, pag. 103, 2011)
Per riuscire a fermare la mente e generare uno stato d'animo disponibile alla contemplazione, capace di tollerare il silenzio interiore che questa comporta, padre De Mello ha ideato anche degli esercizi pratici, di natura non necessariamente religiosa, come la concentrazione sul respiro e soprattutto sulle sensazioni tattili e corporee. Tali esercizi, esposti in alcuni suoi libri e in particolare in Sàdhana: un cammino verso Dio, venivano da lui eseguiti con il suo gruppo Sadhana per migliorare i risultati delle esperienze di preghiera in ambito gesuita.
(Anthony De Mello, Sàdhana: un cammino verso Dio, pag. 51, Torino, Paoline, 1991 )

## De Mello e la Chiesa
Nel 1998, già dopo la sua morte, alcune delle opinioni espresse nei libri di De Mello (o a lui attribuite) furono dichiarate incompatibili con la fede cattolica da parte della Congregazione della Dottrina della Fede. L'allora cardinale Joseph Ratzinger, che più tardi sarebbe diventato Papa Benedetto XVI, firmò la seguente notificazione della Congregazione:
Ma già in certi passi di queste prime opere, e sempre di più nelle sue pubblicazioni successive, si avverte un progressivo allontanamento dai contenuti essenziali della fede cristiana. Alla rivelazione, avvenuta in Cristo, egli sostituisce una intuizione di Dio senza forma né immagini, fino a parlare di Dio come di un puro vuoto. Per vedere Dio non c'è che da guardare direttamente il mondo. Nulla si può dire su Dio, l'unica conoscenza è la non conoscenza. Porre la questione della sua esistenza, è già un nonsenso. Questo apofatismo radicale porta anche a negare che nella Bibbia ci siano delle affermazioni valide su Dio. Le parole della Scrittura sono delle indicazioni che dovrebbero servire solo per approdare al silenzio. In altri passi il giudizio sui libri sacri delle religioni in generale, senza escludere la stessa Bibbia, è anche più severo: esse impediscono che le persone seguano il proprio buonsenso e le fanno diventare ottuse e crudeli. Le religioni, inclusa quella cristiana, sono uno dei principali ostacoli alla scoperta della verità. Questa verità, d'altronde, non viene mai definita nei suoi contenuti precisi. Pensare che il Dio della propria religione sia l'unico, è, semplicemente, fanatismo. "Dio" viene considerato come una realtà cosmica, vaga e onnipresente. Il suo carattere personale viene ignorato e in pratica negato.
De Mello mostra apprezzamento per Gesù, del quale si dichiara "discepolo". Ma lo considera come un maestro accanto agli altri. L'unica differenza con gli altri uomini è che Gesù era "sveglio" e pienamente libero, mentre gli altri no. Non viene riconosciuto come il Figlio di Dio, ma semplicemente come colui che ci insegna che tutti gli uomini sono figli di Dio. Anche le affermazioni sul destino definitivo dell'uomo destano perplessità. In qualche momento si parla di uno "scioglimento" nel Dio impersonale, come il sale nell'acqua. In diverse occasioni si dichiara irrilevante anche la questione del destino dopo la morte. Deve interessare soltanto la vita presente. Quanto a questa, dal momento che il male è solo ignoranza, non ci sono regole oggettive di moralità. Bene e male sono soltanto valutazioni mentali imposte alla realtà.
Coerentemente con quanto esposto finora, si può comprendere come secondo la logica dell'Autore qualsiasi credo o professione di fede sia in Dio che in Cristo non può che impedire l'accesso personale alla verità. La Chiesa, facendo della parola di Dio nelle Sacre Scritture un idolo, ha finito per scacciare Dio dal tempio. Di conseguenza essa ha perduto l'autorità di insegnare nel nome di Cristo.
Al fine pertanto di tutelare il bene dei fedeli, questa Congregazione ritiene necessario dichiarare che le posizioni suesposte sono incompatibili con la fede cattolica e possono causare gravi danni.[...]»
Questa notificazione inizialmente era stata anche inserita al termine dei libri di De Mello, ma in seguito venne sostituita con una nota più sintetica :
Ferma restando la censura della Notificazione della CdF, gli scritti di De Mello rimasero comunque disponibili anche in molte librerie cattoliche, venendo sempre letti e rispettati da numerosi cattolici e da fedeli di altre denominazioni cristiane.

## Pubblicazioni in Italia
Si riportano di seguito le principali edizioni dei racconti di padre De Mello uscite in Italia:

### Edizioni Paoline
- Il canto degli uccelli. Frammenti di saggezza nelle grandi religioni (1986)
- Un minuto di saggezza nelle grandi religioni (1987)
- Alle sorgenti. Esercizi spirituali (1988)
- La preghiera della rana. Saggezza popolare dell'Oriente, I e II vol. (1989 - 1992)
- Sadhana: un cammino verso Dio (1991)
- L'incontro con Dio. Un cammino nella preghiera (1993)
- Chiamati all'amore (1994)
- Shock di un minuto. Per vivere a 360 gradi (1995)
- Il canto dell'usignolo. Così lo ricordano gli amici (1997)
- I più bei racconti di Anthony De Mello (collana):
  - Canta la tua canzone (1997)
  - Sii te stesso (1997)
  - La gioia di vivere (1997)
  - Com'è il tuo Dio? (1997)
  - L'arte di vivere bene (1997)
  - Sapersi guardare dentro (1997)
  - Com'è bello vivere (1998)
  - Le cose che contano (1998)
  - Saper guardare (1998)
  - Cambia il mondo (1998)
  - Vivere in pienezza (1998)

### Edizioni Mondadori
- Chiamati all'amore (1997)
- Sadhana: la conquista della serenità (1998)

### Edizioni Gribaudi
- Ti voglio libero come il vento (1998)
- Ascolta il silenzio (1999)
- Il cielo a portata di mano (2001)
- Compagno di cammino (2004)

### Edizioni Piemme
- Messaggio per un'aquila che si crede un pollo (1995)
- Istruzioni di volo per aquile e polli (1996)
- Dove non osano i polli (1997)
- Brevetto di volo per aquile e polli (1998)
- Il pensiero positivo (1998)
- John Callanan, Il sogno di Anthony De Mello (1999)
- L'albero delle banane (2002)
- Messaggi animati per aquile e polli (2003)
- Riprenditi la vita (2003)
- Il cammello cieco e la pecora zoppa (2004)
- Cinque minuti con Dio (2004)
- Il pesciolino alla ricerca dell'oceano (2005)
- Il segreto della felicità (2006)

Di Elsy Franco per Piemme:
- Elsy Franco, Il Pensiero Positivo di Anthony De Mello (2000)
- Elsy Franco, Voglia di volare con Anthony de Mello (2001)
- Elsy Franco, Manuale del Pensiero Positivo (2002)

## Lavorion linedi De Mello
- Sadhana (DOC), su gianfrancobertagni.it. URL consultato il 4 febbraio 2017 (archiviato dall'url originale il 21 marzo 2016).
- La preghiera della rana (DOC), su gianfrancobertagni.it. URL consultato il 4 febbraio 2017 (archiviato dall'url originale il 20 marzo 2016).
- Shock di un minuto. Per vivere a 360 gradi (DOC), su gianfrancobertagni.it. URL consultato il 4 febbraio 2017 (archiviato dall'url originale il 21 marzo 2016).
- Un minuto di saggezza nelle grandi religioni (DOC), su gianfrancobertagni.it. URL consultato il 4 febbraio 2017 (archiviato dall'url originale il 21 marzo 2016).
- Chiamati all'amore (DOC), su gianfrancobertagni.it. URL consultato il 4 febbraio 2017 (archiviato dall'url originale il 21 marzo 2016).
- Messaggio per un'aquila che si crede un pollo (DOC), su gianfrancobertagni.it. URL consultato il 4 febbraio 2017 (archiviato dall'url originale il 5 luglio 2016).
- Istruzioni di volo per aquile e polli (RTF), su gianfrancobertagni.it. URL consultato il 4 febbraio 2017 (archiviato dall'url originale il 21 marzo 2016).
- Dove non osano i polli (DOC), su gianfrancobertagni.it. URL consultato il 4 febbraio 2017 (archiviato dall'url originale il 21 marzo 2016).

### In lingua inglese
- Anthony de Mello quotes, su katinkahesselink.net.
- Twelve articles by Anthony de Mello:

1. Being A Changed Person
2. The Way the World Is
3. The Four Steps To Wisdom
4. Are You Sleepwalking?
5. The Most Important Minutes In Your Lives
6. The Undiscovered Self
7. Losing Yourself to Find Yourself
8. Come Home to Yourself
9. We All Depend Upon Each Other
10. Seeing People As They Are — Not As I Wish Them To Be
11. Is It Real — Or Just Your Ego?
12. Spirituality Means Waking Up